# Băcia
Băcia (in ungherese Bácsi, in tedesco Schaferdorf) è un comune della Romania di 1 832 abitanti, ubicato nel distretto di Hunedoara, nella regione storica della Transilvania.
Il comune è formato dall'unione di 4 villaggi: Băcia, Petreni, Tâmpa, Totia.
Băcia ha dato i natali all'uomo politico Petru Groza (1884-1958).